# Easy Listening (album)
Albums de Māya Sakamoto
Lucy
(2001) Single Collection+ Nikopachi
(2003)
Easy Listening (イージーリスニング) est le 1er mini-album de Māya Sakamoto, sorti sous le label Victor Entertainment le 8 août 2001 au Japon. Une nouvelle édition est sortie le 24 mars 2010.

## Présentation
Cet album a atteint la 12e place du classement de l'Oricon et reste classé pendant trois semaines, pour un total de 32 060 exemplaires vendus.

## Liste des titres
Les arrangements ont été réalisés par hog.
Toute la musique est composée par Yōko Kanno.
| No | Titre                                  | Paroles       | Durée |
| -- | -------------------------------------- | ------------- | ----- |
| 1. | Inori                                  | Māya Sakamoto | 5:22  |
| 2. | Blind Summer Fish                      | Māya Sakamoto | 3:55  |
| 3. | Doreddo 39                             | Māya Sakamoto | 4:33  |
| 4. | Afternoon Repose                       | Shanti Snyder | 6:00  |
| 5. | Bitter Sweet                           | Māya Sakamoto | 5:14  |
| 6. | Another Grey Day in the Big Blue World | Chris Mosdell | 5:02  |
| 7. | Birds                                  | Māya Sakamoto | 5:31  |